# Helius parvidens
Helius parvidens är en tvåvingeart som beskrevs av Alexander 1944. Helius parvidens ingår i släktet Helius och familjen småharkrankar.
Artens utbredningsområde är Peru. Inga underarter finns listade i Catalogue of Life.